# Alyssa Edwards
Justin Dwayne Lee Johnson (Mesquite, Texas; 16 de enero de 1980) más conocido por su nombre artístico de Alyssa Edwards, es una drag queen y coreógrafo estadounidense. Se dio a conocer principalmente bajo su nombre de drag, Alyssa Edwards, al participar en Miss Gay America 2010, antes de llegar a la fama internacional participando en la quinta temporada de RuPaul´s Drag Race, convirtiéndose en una de las drag queens favoritas por el público durante y después de la emisión del programa. Johnson vive actualmente en Mesquite, Texas, donde es dueño y director de un galardonado estudio de baile, Beyond Belief Dance Company. Él y su estudio son las piezas centrales de su propia docuserie, Dancing Queen, producida por RuPaul y World of Wonder que se estrenó a nivel mundial el 5 de octubre de 2018 en Netflix.

## Carrera
Johnson eligió su nombre artístico en homenaje a Alyssa Milano y a su madre drag Laken Edwards, ya ex drag queen. Alyssa Edwards también creó su propia familia drag con el nombre de "The Haus of Edwards" y es la madre drag de otras drag queens que también han pasado por el programa Rupaul´s Drag Race: Shangela Laquifa Wadley , Laganja Estranja , Gia Gunn , Vivienne Pinay y Plastique Tiara. Además en 2010 participó como juez en el concurso California Entertainer (2010) que ganó su hija drag Shangela.
Johnson hizo su primera aparición cinematográfica como Alyssa Edwards en 2008, con el documental Pageant. El documental se centraba en el 34.º concurso de Miss Gay America 2006. En 2010, ganó dicho concurso pero ese mismo año fue despojado del título por tener intereses comerciales en conflicto con sus obligaciones con Miss Gay America Organization. El primer suplente, Coco Montrese, otra drag queen que más tarde se reecontraría con Alyssa en la quinta temporada de RuPaul's Drag Race, fue quien recibió el título de Miss Gay America 2010. Además, ese mismo año, Johnson también fue despojado de su título All American Goddess.
En noviembre de 2012, Logo, canal de televisión estadounidense, anunció a las próximas 14 drag queens que compondrían la quinta edición de RuPaul's Drag Race, entre las que se encontraba Alyssa Edwards. En esa temporada participó su entonces enemiga drag Coco Montrese, que le arrebató el título de Miss Gay América 2010. Durante la competición Alyssa ganó un desafío principal que consistía en bailar ballet, el episodio 4: "Black Swan: Why It Gotta Be Black?". También participó junto con el resto de concursantes en la canción "Can I Get an Amen?", inspirada en "We Are the World". Las ganancias de la canción fueron destinadas a Los Angeles LGBT Center. Alyssa fue eliminada en el noveno capítulo, quedando en sexto puesto, tras su lip sync (playback - sincronía de labios) de la canción "Cold Hearted", de Paula Abdul, contra Coco Montrese.
Fuera de la serie y bajo el nombre de Alyssa Edwards, Johnson ha participado como invitado especial en la serie de podcast dirigida por RuPaul y Michelle Visage, una de las jueces principales del programa, llamada RuPaul: What's The Tee?. Además de protagonizar su propia serie web llamada "Alyssa's Secret", donde habla sobre variedad de temas y a menudo trae invitados entre los que se incluyen los miembros de "The Haus of Edwards". La web serie esta producida y se emite a través de World of Wonder Productions. Además Alyssa forma parte de tours mundiales, que pasan también por España, junto con otras drag queens que han participado en RuPaul´s Drag Race.
En 2016, Johnson regresó como Alyssa entre los 10 participantes de la segunda temporada de RuPaul's Drag Race: All Stars, donde acabó en quinto lugar. Alyssa ganó el desafío del tercer episodio titulado "Herstory of the World", interpretando el papel de Annie Oakley. En el cuarto episodio, "Drag Movie Shequels", Alyssa fue eliminada tras su interpretación de Bland en "Wha 'Ha' Happened to Baby JJ", una parodia de "What Ever Happened to Baby Jane?", que realizó con la concursante Alaska. Alyssa regresó en el episodio 5, "Revenge of the Queens", donde realizó junto con Alaska un pequeño show de comedia alzándose como la ganadora y recibiendo la oportunidad de entrar de nuevo a la competición. Tras el lip sync de la canción "Shut Up and Drive" de Rihanna, Edwards y Tatianna, la otra reina con opción de volver al programa, quedaron como ganadoras y ambas volvieron a formar parte de la competición, pasando a ser las protagonistas de uno de los mejores lip syncs de RuPaul's Drag Race. Finalmente, Alyssa fue eliminada por segunda vez en el episodio 7, "A Family that Drags Together", posicionándose en el quinto lugar dentro de la clasificación general.

## Premios y reconocimientos
- Miss Gay Texas America 2004, finalista[16]
- Miss Gay Texas America 2005, ganadora[16]
- Miss Gay America 2005, segunda finalista
- Miss Northwest Regional Representative 2005, ganadora
- Miss Gay America 2006, tercera finalista
- Miss Texas FFI 2006, ganadora[16]
- Miss Gay USofA 2006, ganadora[16]
- Miss Texas Continental 2007, ganadora[16]
- Miss Shining Star Continental 2009, ganadora[16]
- Miss Gay Mid East America 2008, finalista
- Miss Gay America 2009, tercera finalista
- Miss Gay Heartland America 2009, finalista
- Miss Gay Heartland America 2010, finalista
- Miss Gay America 2010, ganadora
- Southern Elegance All American Goddess 2010, ganadora[16]
- All American Goddess 2010, ganadora[16]
- National Entertainer of the Year, FI 2014, finalista[16]

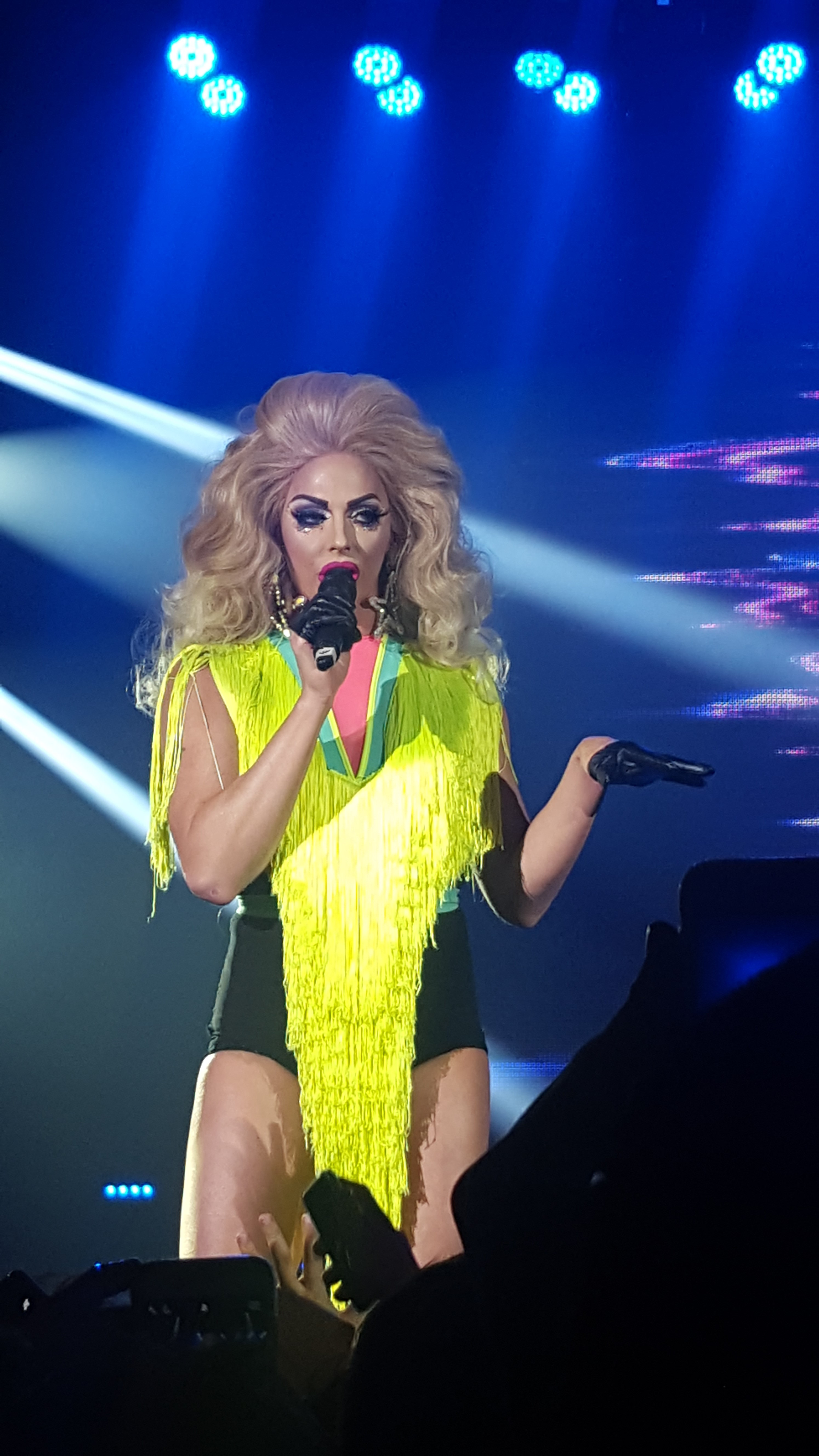
Alyssa Edwards actuando en Chile en agosto de 2016.

## Filmografía
| Año  | Título             | Papel             | Género     |
| ---- | ------------------ | ----------------- | ---------- |
| 2008 | Pageant            | Alyssa Edwards    | Documental |
| 2016 | Hurricane Bianca   | Ensalada Ambrosía | Comedia    |
| 2018 | Hurricane Bianca 2 | Ensalada Ambrosía | Comedia    |

| Año         | Título                               | Papel          | Notas                                    |
| ----------- | ------------------------------------ | -------------- | ---------------------------------------- |
| 2010        | My Life as Liz                       | Alyssa Edwards | Episodio: "Liz's Got Talent (parte 1)    |
| 2013        | RuPaul's Drag Race                   | Alyssa Edwards | Temporada 5, 6.º puesto                  |
| 2013        | RuPaul's Drag Race: Untucked         | Alyssa Edwards | Show complementario a RuPaul's Drag Race |
| 2013        | NewNowNext Awards                    | Alyssa Edwards |                                          |
| 2015 - 2016 | Skin Wars                            | Alyssa Edwards | 2 episodios                              |
| 2015 - 2016 | RuPaul´'s Drag Race: All Stars       | Alyssa Edwards | Temporada 2, 5.º puesto                  |
| 2018        | RuPaul's Drag Race                   | Alyssa Edwards | Temporada 10, 2 episodios                |
| 2018        | Dancing Queen'                       | Alyssa Edwards | Docuserie, 8 episodios                   |
| 2019        | RuPaul's Drag Race                   | Alyssa Edwards | Temporada 11, 1 episodio                 |
| 2024        | RuPaul's Drag Race: Global All Stars | Alyssa Edwards | Temporada 1, Ganadora                    |

| Año         | Título          | Papel          | Notas                         |
| ----------- | --------------- | -------------- | ----------------------------- |
| 2013 - 2017 | Alyssa's Secret | Alyssa Edwards | Producida por World of Wonder |

## Discografía
| Título               | Año  |
| -------------------- | ---- |
| Tongue Pop The Halls | 2016 |

| Título                                       | Año  | Artista Principal |
| -------------------------------------------- | ---- | ----------------- |
| Big Girl (ft. Alyssa Edwards & Alexis Mateo) | 2013 | Joelapussy        |